# Biełyje Tigry Orenburg
Biełyje Tigry Orenburg (ros. Белые Тигры Оренбург) – rosyjski klub hokeja na lodzie juniorów z siedzibą w Orenburgu.

## Historia
W 2010 drużyna została przyjęta do rozgrywek juniorskich MHL. Zespół działał w strukturze klubu HK Orienburżje. Po pięciu rozegranych sezonach w 2015 drużyna została przeniesiona do Królewca. W jej miejsce do MHL przyjęto ekipę Sarmaty Orenburg. 